# Gymnobela edgariana
Gymnobela edgariana é uma espécie de gastrópode do gênero Gymnobela, pertencente a família Raphitomidae.